# Spectre Film Festival
O Spectre Film Festival foi um festival de cinema criado pela associação francesa Les Films du Spectre.
O festival se dedicou aos filmes de ficção científica, fantasia e terror e aconteceu em setembro de 2007 em Estrasburgo, na França.

## História

### Primeira ediçãoː "Hammer Film Festival"
Em 2006, os membros da associação organizaram o Hammer Film Festival, que era dedicado aos filmes da Hammer Film Productions. Para esta ocasião, os cinemas STAR em Estrasburgo projetaram algumas cópias originais em 35 mm da Hammer, como The Curse of Frankenstein, Brides of Dracula, The Gorgon, The Reptile, Dracula, Quatermass and the Pit e The Mummy. Além disso o roteirista da Hammer, Jimmy Sangster foi convidado para apresentar alguns dos filmes.

### Segunda ediçãoː "Spectre Film Festival"
Com o sucesso do Hammer Film Festival, a organização decidiu renovar a experiência, em 2007, mas com o nome de '''Spectre Film Festival'''. Desta vez, o festival focou em filmes de ficção científica dos anos 1950 até 1980, com projeções de space operas, filmes de ficção científica japoneses, filmes do Jack Arnold e filmes de ficção científica social. Além disso, algumas das projeções estiveram disponíveis em 3D, como Creature from the Black Lagoon.
O programa do festival incluiu filmes como Forbidden Planet, Plan 9 from Outer Space, Starcrash, Planet of the Apes, Invasion of the Astro-Monster e The War in Space. Esta edição contou com mais convidados, com a presença de François Schuiten, Benoît Peeters, Luigi Cozzi, Jean Pierre Berthome e Jean Alessandrini.

## Festival Europeu de Cinema Fantástico de Estrasburgo
Em 2008, o festival se integrou à Federação dos Festivais Europeus de Cinema Fantástico (FFECF) (em inglêsː European Fantastic Film Festivals Federation (EFFFF)) como um membro aderente e mudou seu nome para Festival Europeu de Cinema Fantástico de Estrasburgo.
Em 2010, o Festival Europeu de Cinema Fantástico de Estrasburgo se tornou um membro afiliado à Federação dos Festivais de Cinema Fantásticos da Europa, permitindo-lhe realizar uma competição Méliès d'Argent (Méliès de Prata).